# Robert Christian Avé-Lallemant
Robert Christian Barthold Avé-Lallemant (Lübeck, 25 de julho de 1812 — Lübeck, 10 de outubro de 1884) foi um médico e explorador alemão.

## Vida
Filho dos professores de música Jacob Heinrich Avé-Lallemant e Friederike Marie Canier. Irmão do criminalista Friedrich Christian Avé-Lallemant e do crítico musical Theodor Avé-Lallemant.
Assim como seu irmão frequentou em sua cidade natal o Katharineum, tendo ao mesmo tempo educação musical com seu pai. Iniciou o curso de medicina em Berlim, mudando em seguida para Heidelberg. Após um semestre de estudos em Paris, completou seus estudos e em seguida fez doutorado em Kiel.
Em 1836 estabeleceu-se no Brasil, como médico no Rio de Janeiro. Alguns anos depois foi diretor de um sanatório para doentes de febre amarela. Foi então convocado para trabalhar no conselho de saúde do império.
Em 1841 casou no Rio de Janeiro com Meta, filha de Moses Löwe, com quem teve três filhos. Como sua mulher não suportava bem o clima brasileiro, a família retornou em 1855 para Lübeck, falecendo sua mulher no mesmo ano. Após o ano obrigatório de luto, Avé-Lallemant casou em 11 de abril de 1856 com Ida Louise Löwe, irmã de sua falecida mulher, com quem teve 2 filhos.
Em Lübeck teve contato com Alexander von Humboldt, que o convidou para participar da expedição Novara para o Brasil. Avé-Lallemant abandonou a expedição no Rio de Janeiro, iniciando então a viajar sozinho pelo Brasil. Estas expedições foram apoiadas pessoalmente por D. Pedro II.
Em 1858-1859 Avé-Lallemant retornou novamente para Lübeck, abrindo um consultório em 1859. Em 1869 foi convidado, novamente sob incentivo de Humboldt, para a cerimônia de inauguração do Canal de Suez. Em 1871 faleceu sua segunda mulher, com 54 anos de idade, tendo ele casado um ano depois com Adamine Ulrike von Rosen.
Avé-Lallemant não é conhecido somente por suas viagens exploratórias pelo Brasil, mas também por ter influenciado o sistema de saúde brasileiro.
Foi eleito membro titular da Academia Nacional de Medicina em 1836, com o número acadêmico 58, na presidência de Joaquim Cândido Soares de Meireles.

## Obras
- Reise durch Süd-Brasilien im Jahre 1858, volume 1, 1859
- Reise durch Süd-Brasilien im Jahre 1858, volume 2, 1859
- Reise durch Nord-Brasilien im Jahre 1859, volume 1, 1859
- Reise durch Nord-Brasilien im Jahre 1859, volume 2, 1860
- Meine Reise in Egypten und Unter-Italien, Leipzig, 1875
- Das Leben des Dr. med. Joachim Jungius 1587-1657, 1882
- Viagens pelas Províncias de Santa Catarina, Paraná e São Paulo (1858). Editora Itatiaia, 1980
- Viagem pela Província do Rio Grande do Sul (1858). Editora Itatiaia, 1980